# Hội nghị Berlin

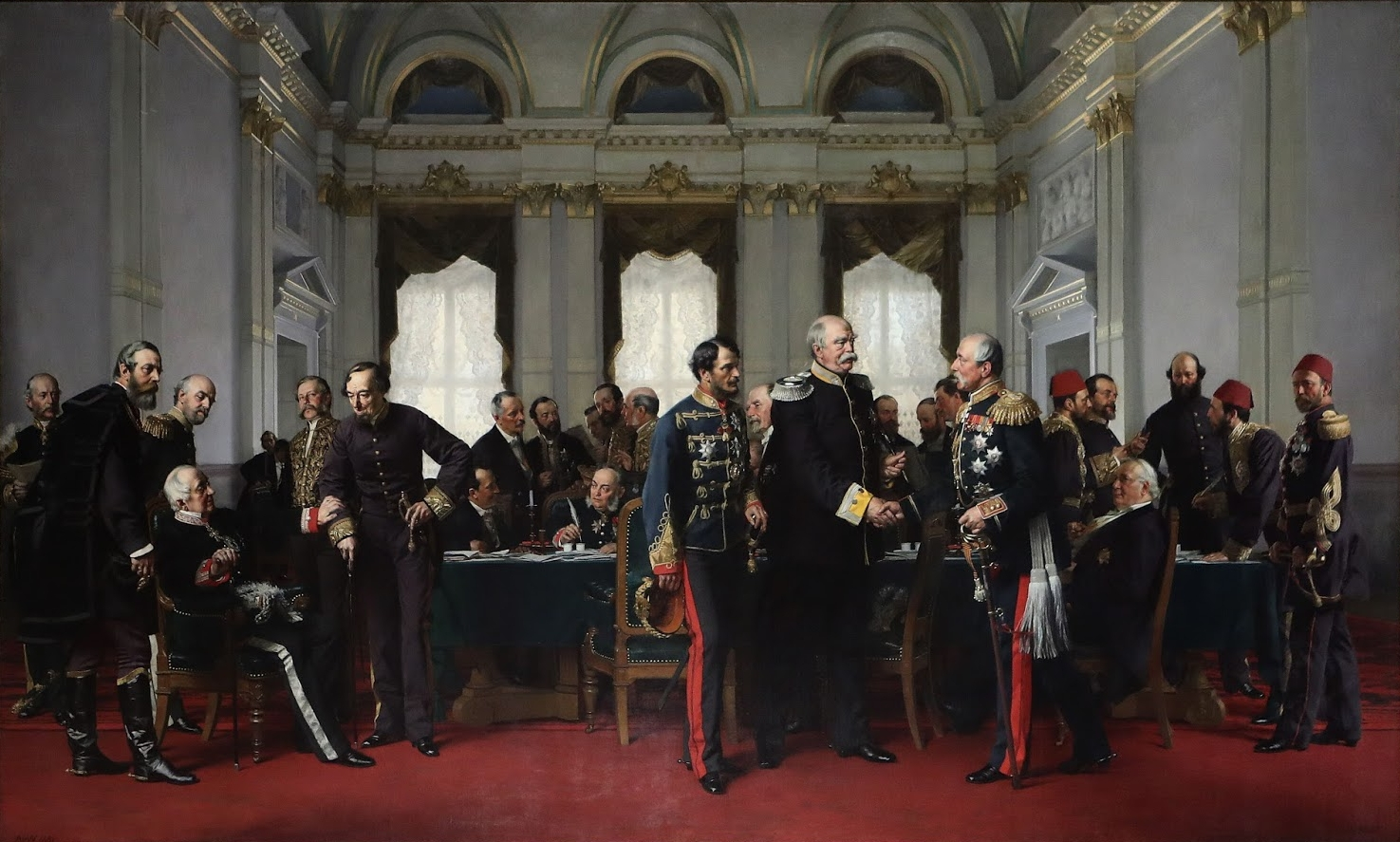
Anton von Werner, Hội nghị Berlin (1881): Cuộc họp cuối cùng tại vào ngày 13 tháng 7 năm 1878, giữa Bismarck và Gyula Andrássy -, bên trái Alajos Károlyi, Alexander Gorchakov (ngồi) và Benjamin Disraeli

Hội nghị Berlin (13 tháng 6 - 13 tháng 7 năm 1878) là cuộc họp của đại diện sáu cường quốc lúc đó ở châu Âu (Nga, Anh, Pháp, Áo-Hung, Ý và Đức), Đế chế Ottoman và bốn quốc gia Balkan (Hy Lạp, Serbia, Romania và Montenegro). Mục đích của hội nghị là nhằm mục đích xác định lãnh thổ của các quốc gia trên Bán đảo Balkan sau Chiến tranh Nga-Thổ Nhĩ Kỳ 1877, và kết thúc bằng việc ký kết Hiệp ước Berlin, thay thế cho Hiệp ước San Stefano sơ bộ, đã được ký kết ba tháng trước đó giữa Nga và Đế quốc Ottoman. 

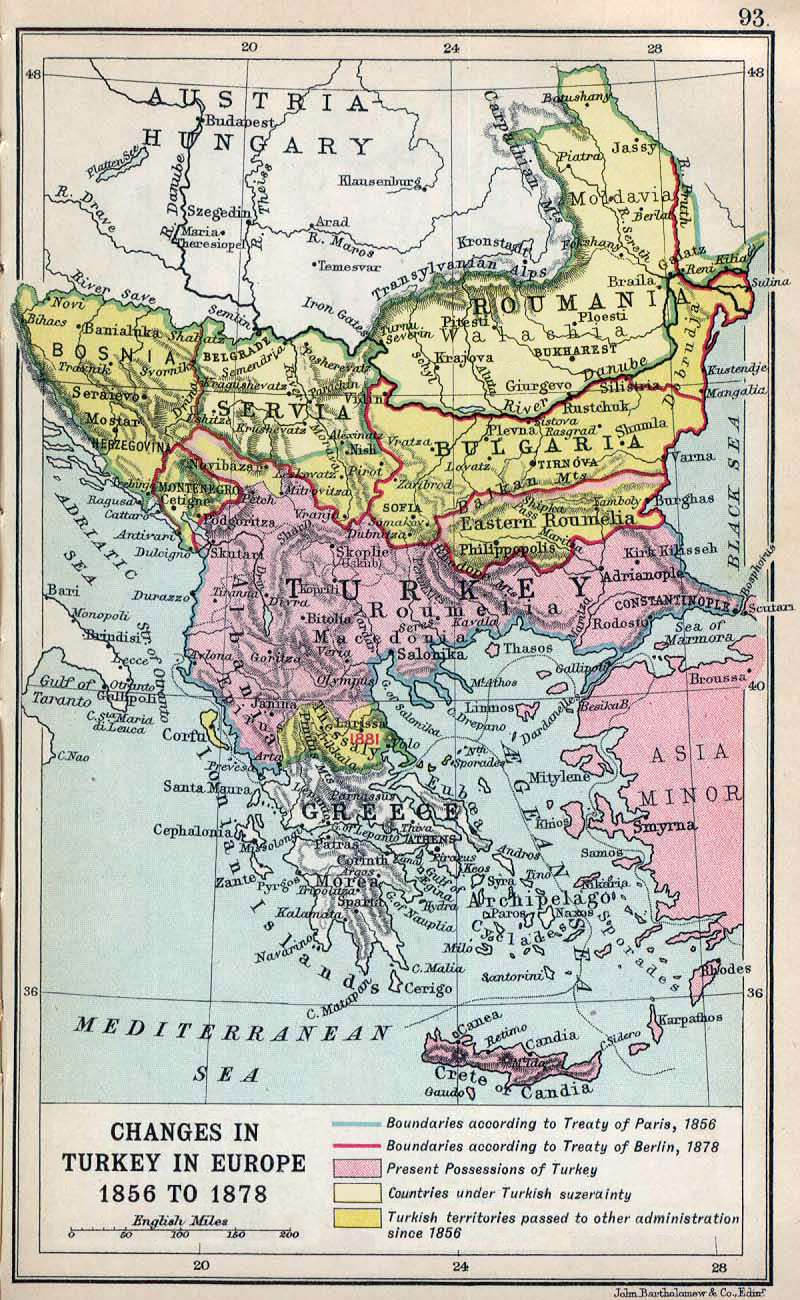
Biên giới ở bán đảo Balkan sau Hiệp ước Berlin (1878)

Thủ tướng Đức Otto von Bismarck, người lãnh đạo Quốc hội, đã tiến hành ổn định Balkan, công nhận sức mạnh giảm sút của Đế chế Ottoman và cân bằng lợi ích khác biệt của Anh, Nga và Áo-Hung. Đồng thời, ông đã cố gắng làm giảm lợi ích của Nga trong khu vực và để ngăn chặn sự trỗi dậy của Đại Bulgaria. Kết quả là, vùng đất Ottoman ở châu Âu suy giảm mạnh, Bulgaria được thành lập như một công quốc độc lập trong Đế chế Ottoman, Đông Rumelia được khôi phục lại Đế chế Ottoman dưới một chính quyền đặc biệt và khu vực Macedonia đã được trả lại hoàn toàn cho Đế chế Ottoman, hứa hẹn một cải cách.
Romania giành được độc lập hoàn toàn; họ buộc phải chuyển một phần Bessarabia sang Nga nhưng đã giành được Bắc Dobruja. Serbia và Montenegro cuối cùng đã giành được độc lập hoàn toàn nhưng với các lãnh thổ nhỏ hơn, với Áo-Hung chiếm vùng Sandžak (Raška). Áo-Hung cũng tiếp quản Bosna và Hercegovina, và Anh chiếm đảo Síp.
Kết quả đầu tiên được ca ngợi là một thành tựu lớn trong việc hòa bình và ổn định. Tuy nhiên, hầu hết những người tham gia đều không hoàn toàn hài lòng và sự bất bình về kết quả đã dẫn đến  Chiến tranh Balkan  vào năm 1912-1913 và cuối cùng là Thế chiến thứ nhất vào năm 1914. Serbia, Bulgaria và Hy Lạp đều nhận được ít hơn nhiều so với họ nghĩ rằng họ xứng đáng.
Đế chế Ottoman, sau đó được gọi là "kẻ bệnh hoạn ở châu Âu", bị sỉ nhục và suy yếu đáng kể.
Mặc dù Nga đã chiến thắng trong cuộc chiến tranh, nhưng đã bị tước đi chiến thắng. Áo-Hung đã giành được rất nhiều lãnh thổ, khiến các dân tộc Nam Slav tức giận và dẫn đến nhiều thập kỷ căng thẳng ở Bosna và Hercegovina.
Bismarck trở thành mục tiêu thù hận của những người theo chủ nghĩa dân tộc Nga và Pan-Slavist, và sau đó ông thấy rằng mình đã trói Đức quá chặt chẽ với Áo-Hung ở vùng Balkan.
Về lâu dài, căng thẳng giữa Nga và Áo-Hung ngày càng gia tăng, cũng như câu hỏi về quốc tịch ở Balkan. Đại hội nhằm mục đích sửa đổi Hiệp ước San Stefano và giữ Constantinopolis trong tay Ottoman. Nó vô hiệu hóa  của Nga trước Đế chế Ottoman đang suy tàn trong Chiến tranh Nga-Thổ Nhĩ Kỳ. Hội nghị đã trả lại các lãnh thổ cho Đế quốc Ottoman mà hiệp ước trước đó đã trao cho Công quốc Bulgaria, đáng chú ý nhất là Macedonia, do đó thiết lập một yêu cầu cải tạo mạnh mẽ ở Bulgaria, dẫn đến Chiến tranh Balkan đầu tiên năm 1912.